# Stazione di Oberkorn
La stazione di Oberkorn (lussemburghese: Gare vun Uewerkuer, francese: Gare d'Oberkorn) è una fermata ferroviaria lussemburghese della linea 6f Esch-sur-Alzette-Pétange situata nella frazione del comune di Differdange, Oberkorn nel Cantone di Esch-sur-Alzette. È gestita dalla Société nationale des chemins de fer luxembourgeois (CFL).

## Storia
La Oberkorn Gare fu messa in servizio dalla Prince-Henri Railway Company quando fu aperta la Linea 6f Esch-sur-Alzette-Pétange il 1º agosto 1873.

## Strutture e impianti
La linea arriva nei pressi della fermata ad un'altezza di 324 m s.l.m. ed è situata alla progressiva chilometrica 6+150 della linea 6f Esch-sur-Alzette-Pétange, tra le stazioni di Differdange e Belvaux-Soleuvre.

## Servizi
La fermata è dotata di una macchina per l'acquisto di biglietti. L'accesso alle piattaforme e l'attraversamento dei binari avviene tramite il passaggio a livello in Rue de la Gare.